# El Paso (Illinois)
El Paso is een plaats (city) in de Amerikaanse staat Illinois, en valt bestuurlijk gezien onder McLean County en Woodford County.

## Demografie
Bij de volkstelling in 2000 werd het aantal inwoners vastgesteld op 2695. In 2006 is het aantal inwoners door het United States Census Bureau geschat op 2785, een stijging van 90 (3,3%).

## Geografie
Volgens het United States Census Bureau beslaat de plaats een oppervlakte van 4,0 km², geheel bestaande uit land. El Paso ligt op ongeveer 225 m boven zeeniveau.

## Plaatsen in de nabije omgeving
De onderstaande figuur toont nabijgelegen plaatsen in een straal van 16 km rond El Paso.